# Tabora
Tabora város Tanzánia ÉNy-i részén, az azonos nevű régió székhelye. Lakossága 227 ezer fő volt 2012-ben.
Mezőgazdasági kereskedelmi központ. Környékén elsősorban földimogyorót, kölest, kukoricát, gyapotot, dohányt termesztenek. Gazdaságában jelentősebb még a textilipar.
1820 körül az arabok alapították. A 19. században a kelet-afrikai karaván- (rabszolga-) kereskedelem egyik központja lett. Akkor Kazeh néven volt ismert.

## Fordítás
- Ez a szócikk részben vagy egészben  a   Tabora című angol Wikipédia-szócikk fordításán alapul.  Az eredeti cikk szerkesztőit annak laptörténete sorolja fel. Ez a jelzés csupán a megfogalmazás eredetét és a szerzői jogokat jelzi, nem szolgál a cikkben szereplő információk forrásmegjelöléseként.